# 苏格拉瓦·卡那诺
苏格拉瓦·卡那诺（1985年4月15日—），昵称威尔（英語：Weir），泰國著名男演員，為泰国第7电视台的一哥。代表作有《旋转的爱2009》、《偷心俏冤家》、《恋上黑涩会》、《命定之爱》、《逐爱天涯》、《教师日记》、《遮心之帘》等。

## 早期生活
Weir於1985年4月18日出生於泰國孔敬府的曼乍奇里縣，為家中最小的孩子，有一兄長（2009年逝世）。
Weir幼兒園至高中教育皆畢業於孔敬大學示範學校，大學於孔敬大學的土木工程系獲得學士學位，幾年後又於佛統府的Kantana Institute獲得娛樂媒體管理領域的碩士學位。

## 演艺生涯
Weir是在名經紀人素帕猜·斯里維吉（A姐）的引薦下進入演藝圈，有天A姐無意間在友人手機中看到Weir的照片，更因此特地飛到孔敬府，說服當時就讀大二的Weir進入演藝界。
2006年，Weir與泰國第7電視台簽約，並於同年搭檔卡曼妮·耶美肯（Pancake）主演首部電視劇《摘星》。
2008年，Weir首部進軍大螢幕的作品《奇蹟發生的地方》於8月7日在泰國上映。

## 个人生活

### 感情状态
Weir曾与官配卡曼妮·耶美肯（Pancake）谈恋爱。这段被外人看好的爱情长跑五年后不久他们宣布和平分手。有传他们分手的原因是因为女方母亲Mae Noi女士反对Pancake因酒醉而与Weir约会交往。后来，他与泰国3台旗下女演员瑞妮·坎彭（Bella）低调交往多年，并在2016年对外公开恋情。2021年11月，双方证实分手，这使得关键词“Weir-Bella”登上泰国新闻趋势。
2022年6月，泰媒爆料Weir將在7月與圈外女友Vikki完婚，對此，Weir於7月1日出席某品牌活動時證實了此消息，並正式對公眾宣布將在2022年7月17日迎娶現任女友Vikki。
2022年7月3日，Weir在個人Instagram上發布了一張為未婚妻Vikki戴鑽戒的照片，消息一經發布，演藝圈眾星藝人們紛紛為Weir送上祝福。據爆料Weir的婚禮將會在曼谷家中低調舉辦，僅邀請親友參與。

## 人物评价
- 郎·霍华德（Ron Howard）

威尔真的是一个极具天赋的泰国演员，也是拍摄团队中重要的一员。他还是一个潜水高手。我感到非常幸运，因为过去几个月能与威尔一起进行拍摄工作。——郎·霍华德，Instagram

## 影視作品

### 電視劇
| 首播年份 | 戲名                               | 戲名   | 播放平台 | 角色                      | 備註               |
| 首播年份 | 譯名                               | 原文名 | 播放平台 | 角色                      | 備註               |
| 2006年   | 《摘星》                           |        | Ch7HD    | Taywit （Tay）            | 主演               |
| 2006年   | 《三系情緣》                       |        | Ch7HD    | Sukrom                    | 配角               |
| 2006年   | 《宋開心的愛情逆襲》               |        | Ch7HD    | Somsanuk （宋開心）       | 主演               |
| 2007年   | 《情定湄公河》                     |        | Ch7HD    | Phee                      | 主演               |
| 2007年   | 《命定之愛》                       |        | Ch7HD    | Pee Kat / Rungsiman國王   | 主演               |
| 2008年   | 《你是我的生命》                   |        | Ch7HD    | Tol Mon （Tol）           | 主演               |
| 2008年   | 《女神小姐》                       |        | Ch7HD    | Dan                       | 主演               |
| 2008年   | 《天堂與地獄的挑戰》               |        | Ch7HD    | Gawin                     | 主演               |
| 2008年   | 《湄公河之靈2008》                 |        | Ch7HD    | Akkanee                   | 主演               |
| 2008年   | 《偉大的藍甘亨大帝》               |        | Ch7HD    | SaamSon                   | 主演               |
| 2009年   | 《旋轉的愛2009》                   |        | Ch7HD    | Tos Kanaphan              | 主演               |
| 2010年   | 《超級明星爸爸》                   |        | Ch7HD    | Danthep                   | 主演               |
| 2010年   | 《虎紋月亮》                       |        | Ch7HD    | Anon                      | 主演               |
| 2010年   | 《時光的魔咒2010》                 |        | Ch7HD    | Krit                      | 主演               |
| 2010年   | 《愛神的陰影》                     |        | Ch7HD    | Rome                      | 主演               |
| 2011年   | 《河域魔愛》                       |        | Ch7HD    | Pin                       | 主演               |
| 2011年   | 《迷愛女郎》                       |        | Ch7HD    | Kimhan / Moohan           | 主演               |
| 2011年   | 《天使與黑幫》                     |        | Ch7HD    | Ram / Ruk                 | 主演               |
| 2012年   | 《天將2012》                       |        | Ch7HD    | Yongyuth                  | 主演               |
| 2012年   | 《偷心俏冤家》                     |        | Ch7HD    | Yai Charlit               | 主演               |
| 2012年   | 《虎女森林2》                      |        | Ch7HD    |                           | 特別出演           |
| 2013年   | 《愛已成殤》                       |        | Ch7HD    | Krao Supakarn             | 主演               |
| 2013年   | 《惡魔之子教父篇》                 |        | Ch7HD    | Dech                      | 特別出演           |
| 2013年   | 《死神之淚》                       |        | Ch7HD    | Ritravee / Mr.Thomas Liu  | 主演               |
| 2014年   | 《Yommaban Chao Kha》              |        | Ch7HD    | Det-anan                  | 特别出演           |
| 2014年   | 《逐愛天涯》                       |        | Ch7HD    | Kamin （卡閔）            | 主演               |
| 2014年   | 《Rak Tem Ban》                    |        | Ch7HD    | Mahasamut                 | 特別出演 （第4集） |
| 2014年   | 《炫》                             |        | Ch7HD    | Somchai （頌猜）          | 主演               |
| 2015年   | 《緣淺情深》                       |        | Ch7HD    | Lor                       | 主演               |
| 2015年   | 《戀上黑澀會》                     |        | Ch7HD    | Sayomphu （Phu / 颯榮普） | 主演               |
| 2016年   | 《棋逢對手2016》                   |        | Ch7HD    | Chart                     | 主演               |
| 2017年   | 《風味絕配》                       |        | Ch7HD    | Korn                      | 主演               |
| 2017年   | 《愛的使命之怦然心動》             |        | Ch7HD    | Captain Puri              | 主演               |
| 2017年   | 《愛的使命之心靈獵手》             |        | Ch7HD    | Captain Puri              | 特別出演           |
| 2017年   | 《愛的使命之親愛的皇家海軍》       |        | Ch7HD    | Captain Puri              | 特別出演           |
| 2017年   | 《愛的使命之在天空中尋找愛的座標》 |        | Ch7HD    | Captain Puri              | 配角               |
| 2018年   | 《心之特許2018》                   |        | Ch7HD    | Naboon （Boon）           | 主演               |
| 2019年   | 《魔力鑽石》                       |        | Ch7HD    | Nadon Supanich （Don）    | 主演               |
| 2019年   | 《我的“Open”女友》                 |        | Ch7HD    | Tossapol                  | 主演               |
| 2019年   | 《親愛的戰士》                     |        | Ch7HD    | Yodrak                    | 主演               |
| 2020年   | 《遮心之簾》                       |        | Ch7HD    | Taen                      | 主演               |
| 2022年   | 《甜蜜之禁》                       |        | Ch7HD    | Chalumpol                 | 主演               |

### 網路劇
| 首播年份 | 戲名         | 戲名            | 播放平台 | 角色    | 備註 |
| 首播年份 | 譯名         | 原文名          | 播放平台 | 角色    | 備註 |
| 2021年   | 《曼谷危情》 |                 | Netflix  | Wanchai | 主演 |
| 2025年   | 《回魂計》   | The Resurrected | Netflix  |         |      |

### 電影
| 年度   | 上映日期                                             | 片名                    | 角色                      | 備註     |
| 2008年 | 2008年7月15日（泰國）                                | 《奇蹟發生的地方》      | Dr. Phop                  | 主演     |
| 2012年 | 2012年9月28日（泰國）                                | 《國境之愛》            |                           | 主演     |
| 2014年 | 2014年3月20日（泰國） 2015年2月5日（香港）           | 《教師日記》            | Nui                       | 配角     |
| 2016年 | 2016年3月31日（泰國）                                | 《11·12·13 至死不渝》   |                           | 主演     |
| 2017年 | 2017年10月13日（釜山國際影展） 2018年2月15日（泰國） | 《告別茉莉》            | Shane                     | 主演     |
| 2019年 | 2019年10月31日（泰國） 2020年1月3日（台灣）          | 《這一次不再錯過你》    | Pob （成年）              | 主演     |
| 2020年 | 2020年4月19日（泰國）                                | 《牛氣沖天的Riam》      | Kla                       | 特別出演 |
| 2020年 | 2020年10月8日（泰國）                                | 《Love U Kohk-E-Kueng》 | Thotsaphol （Phol）       | 主演     |
| 2022年 | 2022年7月29日（美國）                                | 《十三條命》            | 沙曼·庫南 （Saman Kunan） | 主演     |
| 2023年 | 2023年4月6日（泰國）                                 | 《邪厄》                | 科文                      | 主演     |